# Calamus epetiolaris
Calamus epetiolaris är en enhjärtbladig växtart som beskrevs av Carl Friedrich Philipp von Martius. Calamus epetiolaris ingår i släktet Calamus och familjen Arecaceae. Inga underarter finns listade i Catalogue of Life.